# ROKS Bucheon
Le ROKS Bucheon (PCC-773) est une corvette de classe Pohang de la Marine de la république de Corée

## Historique
La classe Pohang est une série de corvettes construites par différentes entreprises de construction navale sud-coréennes. La classe se compose de 24 navires et certains, après leur déclassement, ont été vendus ou donnés à d'autres pays. Il existe cinq types différents dans la classe, du lot II au lot VI.
Le ROKS Bucheon a été construit par Hyundai Heavy Industries à Ulsan et a été lancé le 30 décembre 1988. Le navire a été mis en service le 4 mai 1989.
Le 22 décembre 2016, l’USS Barry (DDG-52) et le ROKS Bucheon ont mené un programme d’échange d’officiers subalternes nommé « Combined Edge »,.
Le ROKS Bucheon a été désarmé le 25 mars 2021 au port militaire de Jinhae.

## Galerie

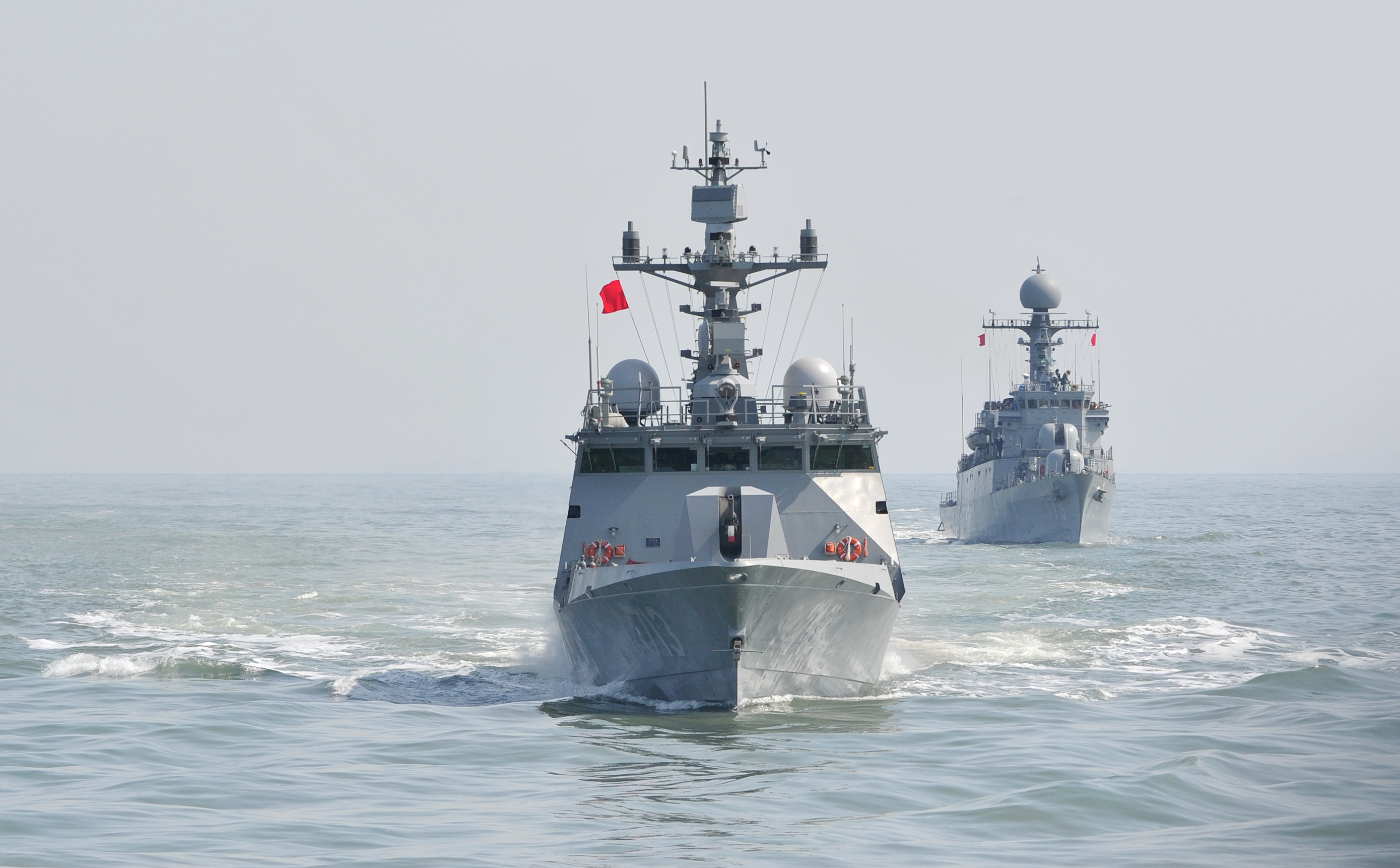
Le ROKS Bucheon et le ROKS Jo Chunhyung le 21 mars 2012.
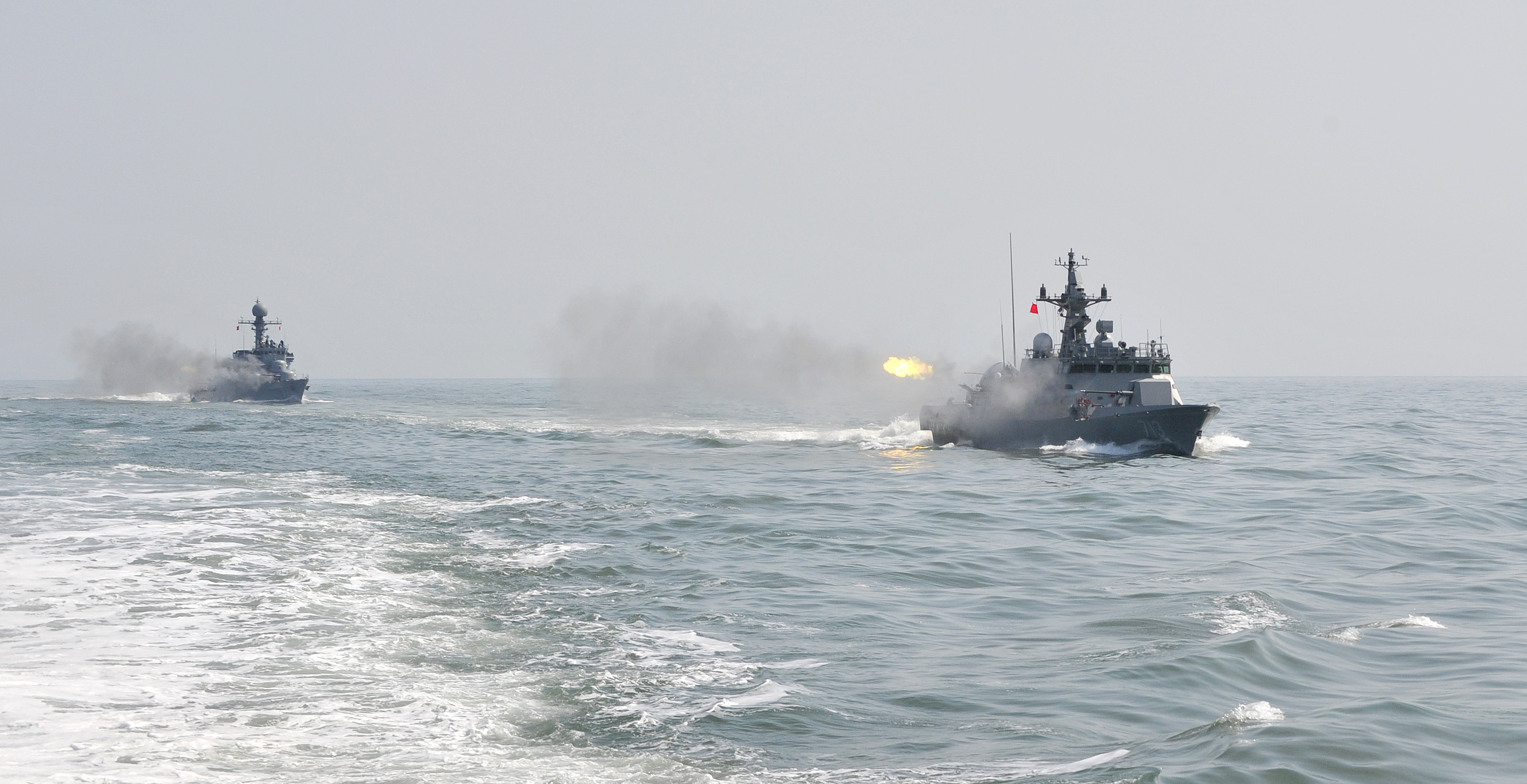
Le ROKS Bucheon et le ROKS Jo Chunhyung le 21 mars 2012.
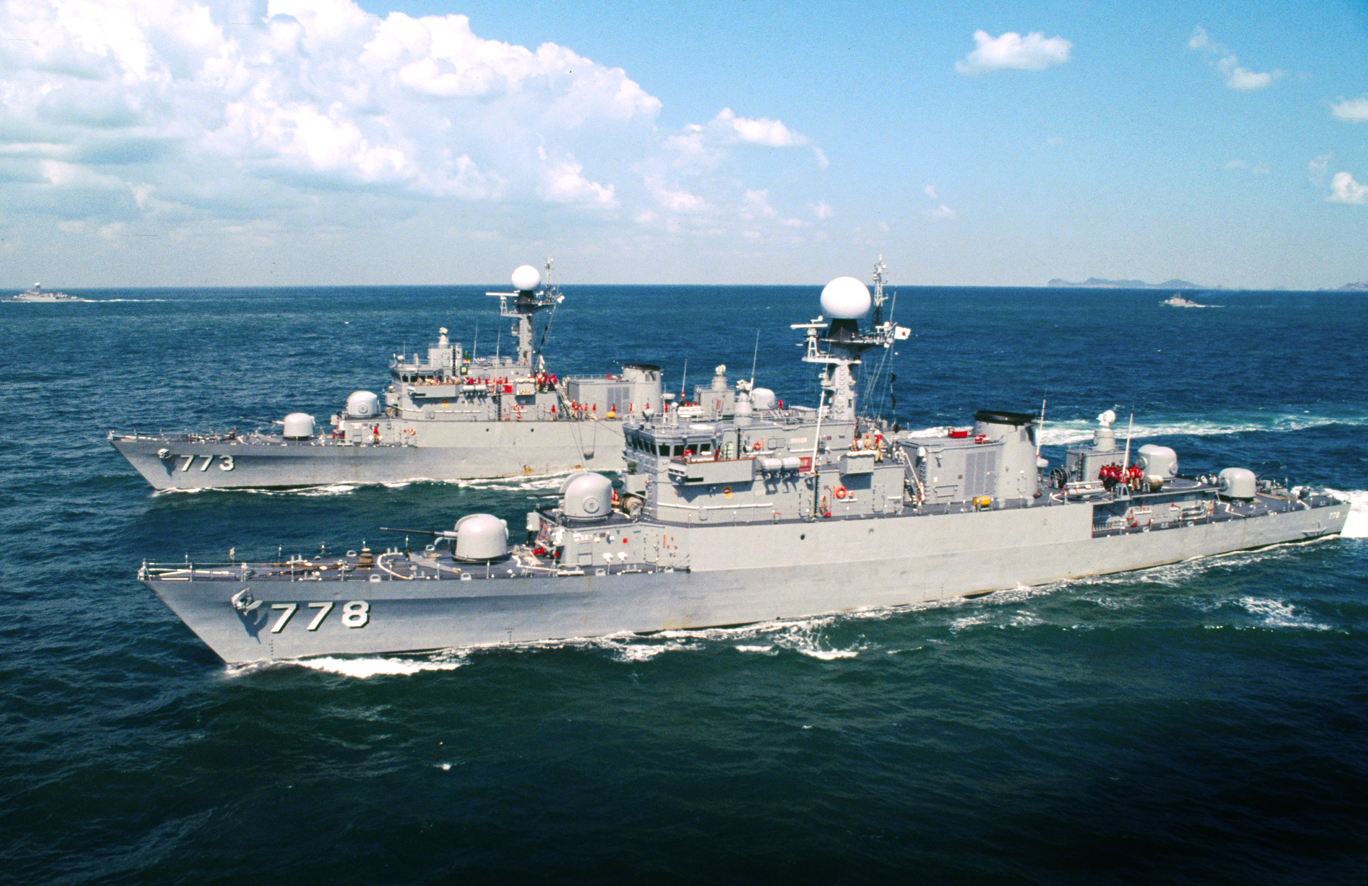
Le ROKS Bucheon et le ROKS Sokcho (PCC-778) le 11 mai 2012.
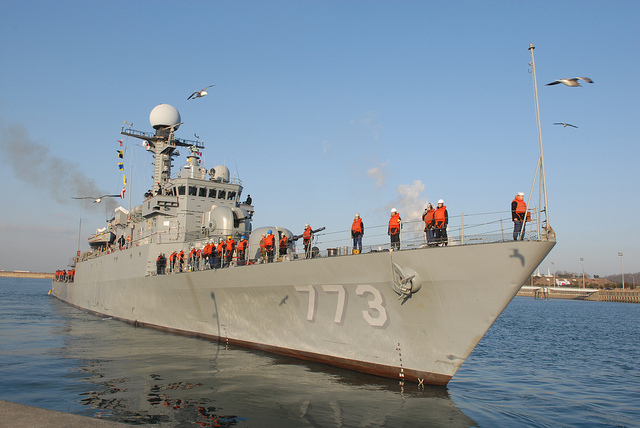
Le ROKS Bucheon le 11 juillet 2012.
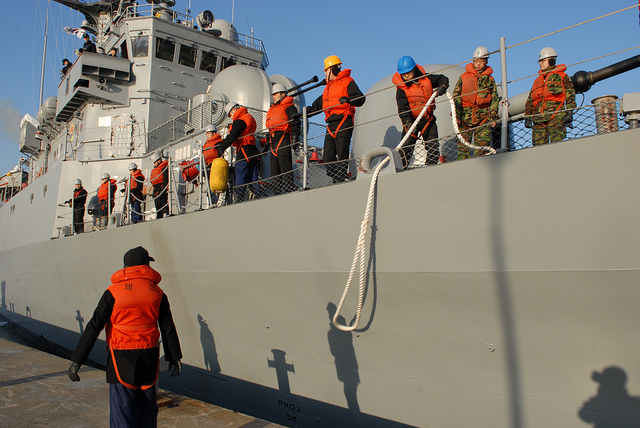
Le ROKS Bucheon le 11 juillet 2012.
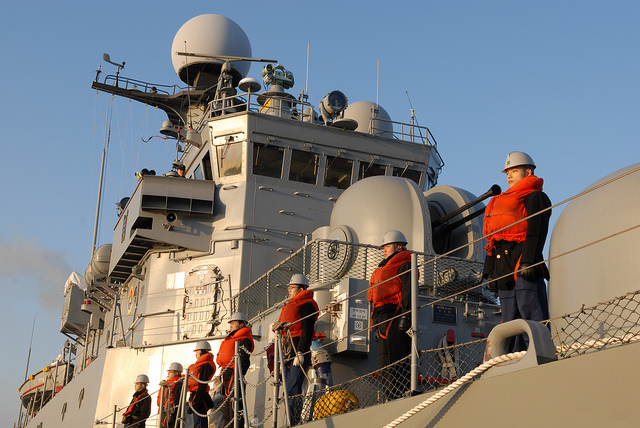
Le ROKS Bucheon le 11 juillet 2012.
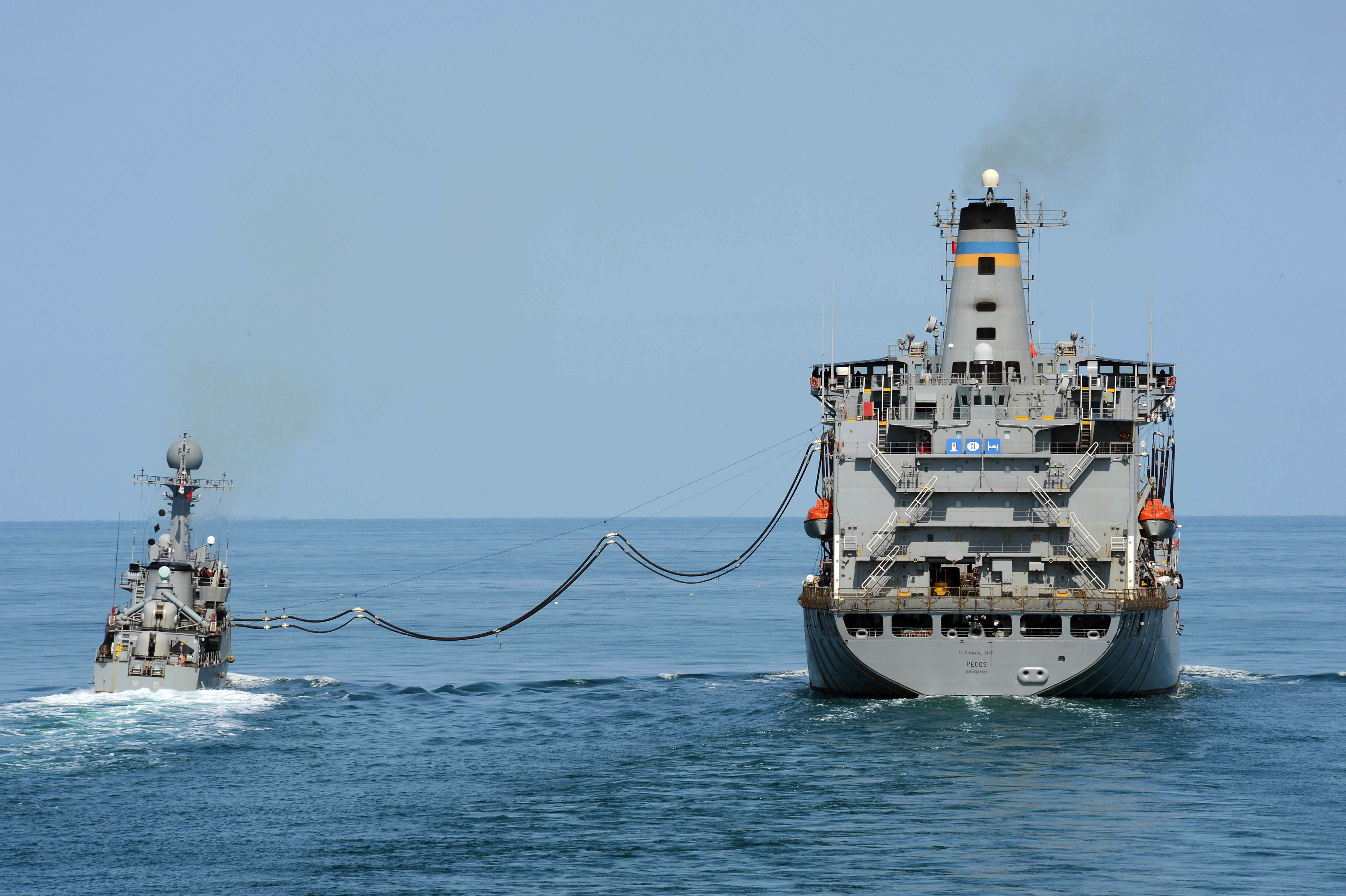
Le ROKS Bucheon se ravitaille auprès de l’USNS Pecos (T-AO-197) le 1er mars 2013.